# Craseoa lathetica
Craseoa lathetica is een hydroïdpoliep uit de familie Prayidae. De poliep komt uit het geslacht Craseoa. Craseoa lathetica werd in 1987 voor het eerst wetenschappelijk beschreven door Pugh & Harbison. 